# Universidad de La Guajira
La Universidad de la Guajira (en wayuunaiki: Shikii Ekirajia Pülee Wajiira) es una Institución de Educación Superior colombiana, creada en 1976 en Riohacha, extendida en varios municipios, adquiriendo el carácter de Alma Máter de La Guajira. Desde su apertura, ha sido una universidad pública de régimen departamental.
La Universidad comprende cinco facultades, una Escuela Técnica y Tecnológica y un Instituto de Educación Virtual, los cuales brindan programas de pregrado presenciales, semipresenciales y a distancia. También oferta diplomados, especializaciones y maestrías.

## Historia
La Universidad de La Guajira fue proyectada por el Sistema de Planificación Urbana y Regional (SIPUR), bajo el proyecto denominado: Estudios básicos para Planeación y Programación de la Universidad Experimental de La Guajira. A partir de este estudio nació la institución mediante las Ordenanzas 011 y 012 de 1976 expedidas por la Asamblea Departamental de La Guajira y reglamentadas por el Decreto 523 de diciembre de 1976.
Comenzó a operar en febrero de 1977 en una edificación localizada en la Av. La Marina con carrera 13 en Riohacha, el único edificio disponible de propiedad del Departamento. En este período inicial, la planeación del desarrollo académico no logra convertirse en un sistema, predominando la tendencia hacia el trabajo operativo.
Los primeros tres programas creados fueron Ingeniería Industrial, Administración de Empresas y Licenciatura en Matemáticas, este último cerrado al cabo de un semestre. En enero de 1981 se crea la Oficina de Planeación, la cual lideró en 1982 el primer Plan de Desarrollo de la Institución, denominado «Bases para un Plan de Estabilización de la Universidad de la Guajira», cuyo fin esencial fue la creación de nuevos programas y proyectos que tuviesen pertinencia social con el entorno de su departamento.
Con base en las propuestas de dicho plan, el programa de Ingeniería de Minas se consideró como una firme opción para constituir un nuevo programa pero nunca prosperó. En otro aspecto, se dieron los pasos necesarios para la creación del Centro de Investigaciones, instituido a finales del 1982, y lideró proyectos de investigación como el demostrativo y promoción de la Jojoba y el proceso de potabilización de agua de mar a través de la evaporación inducido por la radiación solar en comunidades costeras de La Guajira, entre otros.
Con la puesta en funcionamiento del Centro Regional de Educación Abierta y a Distancia (CREAD) en 1984, por convenio, se ofertó el programa de Tecnología en Administración Pública con énfasis en Administración Municipal.
Con la aprobación de la Ley 71 de 1986 y la Ordenanza 02 de 1987 se creó la estampilla «Pro Universidad», siendo una renta económica para el financiamiento y la construcción de la Universidad de La Guajira. Ese mismo año se aprobó (internamente) el Estatuto Docente y se hizo apertura del programa de Licenciatura en Lenguas Modernas.

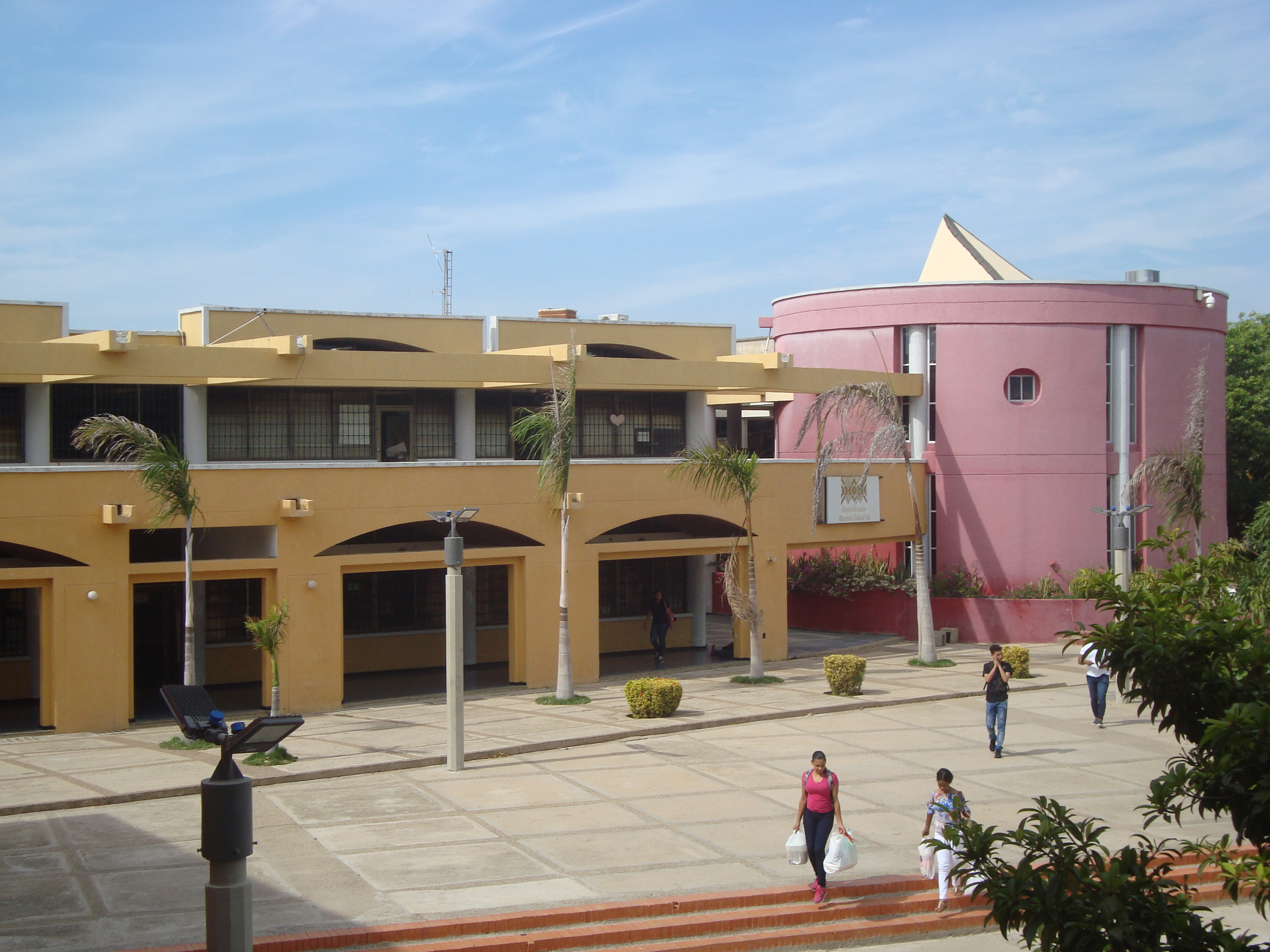
Vista del Bloque de Admisiones.

En 1992 se abrió el programa de Ingeniería del Medio Ambiente y en 1995 la Licenciatura en Etnoeducación y Proyecto Social. En 1995 el Concejo Nacional de Educación Superior le confirió el status de Universidad. Y en la entrada del siglo XXI amplió su oferta educativa y se expandió a los municipios de Albania, Fonseca, Manaure, Maicao, Uribia y Villanueva.
En 1999, fue estructurado el Proyecto Educativo Institucional que constituye el pensamiento filosófico orientador del quehacer de la Universidad, planteando la operatividad de las políticas institucionales para la transformación académica y administrativa.
Y en la década de 2000, la Institución trascendió en los aspectos de la vida y el ambiente universitario enfocado en la realidad social, pública y política de La Guajira, creándose espacios participativos como las asociaciones o gremios académicos, movimientos estudiantiles universitarios y la articulación de programas gubernamentales internacionales y convenios interinstitucionales.
También ha proyectado la educación superior en la órbita laboral, ofertando programas por ciclos propédeuticos en la Escuela Técnica y Tecnológica. Esta dependencia ha significado un alto crecimiento institucional, adquiriendo un enfoque educativo moderno por medio de la capacitación a las juventudes con énfasis laboral. Asimismo articula sus programas y de distintas dependencias en las escuelas de Educación Básica, permitiendo que los estudiantes de bachillerato puedan graduarse obteniendo, simultáneamente, certificados técnicos, y de este modo, abriéndoles las puertas del mundo laboral.

## Dependencias docentes
Escuela Técnica y Tecnológica
- Técnica Profesional en Procesos Administrativos Públicos
- Tecnología en Gestión Pública
- Técnica Profesional en Operación Turística y Hotelera

Facultad de Ciencias de la Educación
- Licenciatura en Etnoeducación
- Licenciatura en Pedagogía infantil
- Licenciatura en Educación Física, Recreación Deporte
- Licenciatura en Música

Facultad de Ciencias Sociales y Humanas
- Trabajo Social
- Derecho
- Psicología

Facultad de Ciencias Económicas y Administrativas
- Administración de Empresas
- Administración Turística y Hotelera
- Negocios Internacionales
- Contaduría Pública
- Administración marítima y portuaria
- Economía

Facultad de Ingeniería
- Ingeniería Ambiental
- Ingeniería Industrial
- Ingeniería de Sistemas
- Ingeniería Mecánica
- Ingeniería Civil

Instituto Virtual de Educación Superior Abierta y a Distancia - IVES@D
- Salud Ocupacional (semipresencial)

Posgrados
- Especialización en Gerencia en Finanzas
- Especialización en Gerencia en Construcciones
- Especialización en Gerencia en Servicios de la Salud
- Especialización en Resolución de Conflictos
- Maestría en Ciencias Ambientales
- Maestría en Ciencias Físicas
- Maestría en Educación
- Maestría en Finanzas
- Maestría en Gestión y desarrollo turístico sostenible
- Maestría en Pedagogía de las TIC

## Dependencias Académicas
Centro de Información sobre Grupos Étnicos - CIGE
Esta dependencia cuenta con una amplia biblioteca y material de información e ilustración sobre los pueblos nativo-americanos y comunidades afrocolombianas que conforman el Departamento de La Guajira, y la República de Colombia. Es considerado como un centro especializado en etnias.

## Programas institucionales
Akumajaa
Es una iniciativa que viene desarrollando el grupo de investigación MOTIVAR de la Universidad de La Guajira, desde el segundo semestre académico del año 2007, con el propósito de construir espacios para compartir conocimiento, propiciar el encuentro entre investigadores, docentes y estudiantes, considerando que es una estrategia educativa a través de la cual se fortalece el diálogo de saberes, el trabajo colaborativo y el uso apropiado de los medios y las tecnologías de la información y las comunicaciones en el proceso docente educativo.

## Publicaciones
- Entre Textos